# 록히드마틴 RQ-170 센티넬
록히드마틴 RQ-170 센티넬은 미국 공군의 무인정찰기이다. 록히드 마틴이 제작했다. RQ가 제식명이므로 무장은 하지 않는다. 무장을 하는 경우에는 MQ라고 명명한다. 미국 네바다주에 위치한 미국 공군 제30 정찰 비행대대가 운용한다. 위성을 통해 해외의 센티넬을 네바다주에서 원격조종한다.

## 실전기록

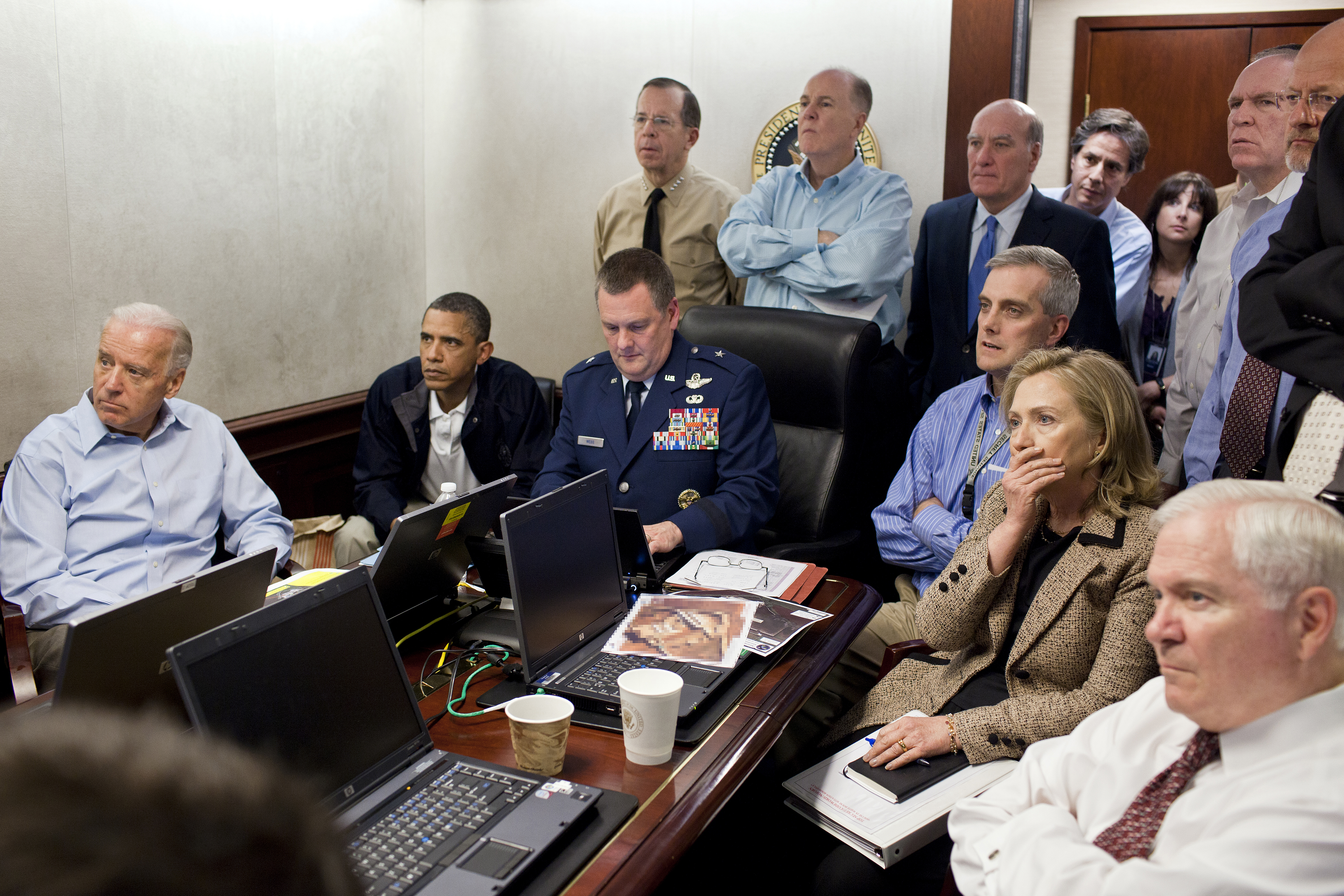
오바마 대통령이 백악관 상황실에서 제로니모 작전의 위성 생중계를 시청하고 있다. 백악관 상황실은 1961년 케네디 대통령이 만들었다. 생중계에 센티넬이 사용되었다.

2009년 12월, 대한민국에서 수개월간 센티넬의 시험비행을 하였다. 2010년 오산공군기지의 주한미군 록히드 U-2 정찰기를 대체할 것이라고 보도되었다. 이와 관련, 빌 스윗맨은 센티넬이 아프가니스탄과 한국에 배치되어 파키스탄과 북한의 탄도 미사일 프로그램을 감시할 것이라고 말했다.
2011년 5월 1일, 오사마 빈라덴 사살 작전인 오퍼레이션 제로니모가 실행되었다. 백악관에의 생중계에 센티넬이 사용되었다.
2011년 12월 4일, 이란이 센티넬을 격추해 기체를 확보했다고 밝혔다. 센티넬의 첨단 기술이 중국, 러시아 등에 알려질 것이 우려되고 있다. 미군 관계자는 "RQ-170 때문에 B-2, F-35 등의 움직임까지 드러나는 단서를 적에게 제공할 수 있다"고 말했다. 센티넬은 B-2 전략폭격기를 닮았다. 그동안 스텔스 성능은 B-2, F-22, F-35 순으로, B-2가 가장 완벽한 스텔스 성능을 갖고 있다고 알려져 있었다.

## 제원
- 엔진: 불확실, GE TF34 터보팬 엔진.[4]
  - GE TF34 터보팬 엔진은 최대이륙중량 23톤인 A-10 선더볼트 II에 2개를 사용한다. 센티넬은 단발엔진이다.[4] 따라서 센티넬의 최대이륙중량은 10톤 정도로 추정할 수 있다. 기존의 최대이륙중량 18톤인 록히드 U-2 유인정찰기에 비해 절반 무게지만 U-2는 센티넬로 대체될 예정이다.
- 높이: 불확실, 4–6 ft
- 날개폭: 불확실, 46–90 ft
- 최대고도: 불확실, 50,000 ft (15,200 m)
- 항속거리: 불확실, 기존의 록히드 U-2가 5,633 km이다.